# تريكالا
تريكالا (باليونانية: Τρίκαλα)‏ (بالإنجليزية: Trikala)‏، مدينة يونانية تقع في شمال وسط البلاد ضمن منطقة ثيساليا الإدارية، وهي مركز مقاطعة تريكالا.

## الموقع، السكان والتسمية
تقع المدينة في القسم الشمالي الغربي لسهل ثيساليا الخصب على ضفتي نهر ليثايوس أحد روافد نهر بينيوس، وتعتبر مركزاً إقليمياً مزدهراً حيث يبلغ عدد سكانها حوالي 50 ألف نسمة وبالتالي تكون ثالث أكبر مدينة في ثيساليا بعد لاريسا وفولوس.
تبعد عن أثينا مسافة 385 كيلومتر، بينما تبعد عن لاريسا عاصمة ثيساليا مسافة 56 كيلومتر.
اسمها قديم، حيث ذكرها هومير تحت اسم تريكّه (Trekke)

## التاريخ
كان هومير أول من ذكرها وكان ذلك في الإلياذة، فبحسب روايته كانت تريكّه (Trikke) مكان ولادة أسكليبيوس إله الطب في الميثولوجيا الإغريقية، وبحسب نفس المصدر فقد قاد ولدا أسكليبيوس، بوداليريوس (Podaleirios) وماخاون (Machaon) التريكّيّون إلى الحروب الطروادية، وقد وجد أن أقدم المعابد المكرسة لـأسكليبيوس كان قد بني ضمن المدينة.
كانت المدينة تملك مدرسة طبية ذات سمعة منذ العصور القديمة، وكانت أيضاً مشهورة بأنها المركز الأشهر لتربية الخيول الثيسالية.
ظهر اسم تريكالا منذ القرن الثاني عشر للميلاد. أثناء الفترة العثمانية أصبحت المدينة مركزاً لثيساليا على الرغم من الانتفاضات المتعددة مثل الانتفاضة التي قادها مطران المدينة ديونيسوس سكيلوسوفوس في القرن السابع عشر.

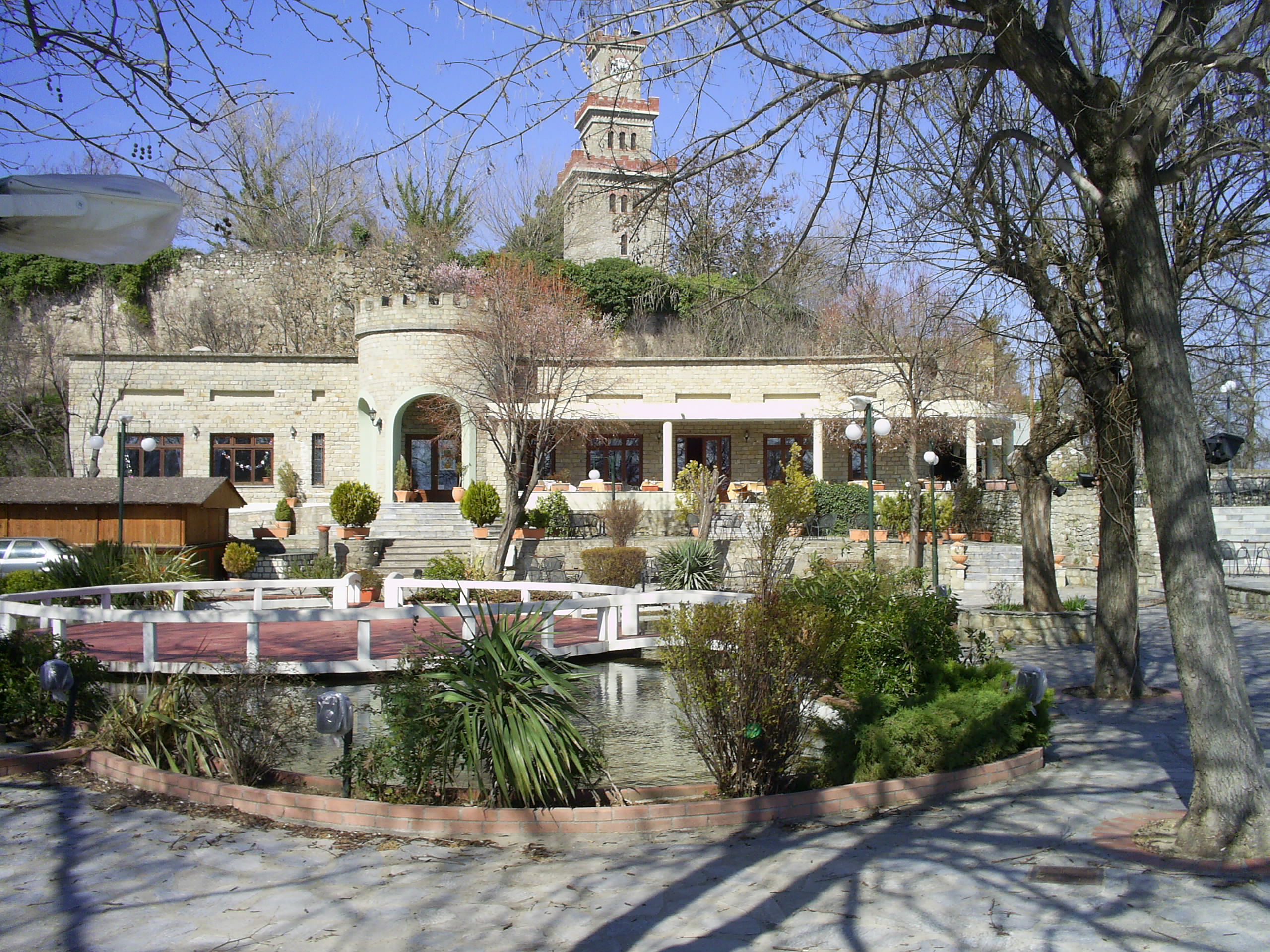
جزء من كاسترو تريكالا

تحررت المدينة من السيطرة التركية عام 1897 م. على يد ثوار منطقة ثيساليا. لم تؤيد المدينة في بداية القرن العشرين النظام الملكي في اليونان، وبعد الحرب العالمية الثانية أصبحت أحد معاقل الشيوعية في البلاد.

## المعالم الأساسية
- القلعة البيزنطية (الكاسترو): قلعة كبيرة مبنية على تحصينات أقدم تعود للفترة الكلاسيكية، يوجد ضمن حرم القلعة مبنى حديث لاستقبال السياح، وتوجد فيها أيضاً برج ساعة يعود للفترة العثمانية.
- جامع عثمان شاه: بني عام 1557 م. حسب تصميمات المعماري العثماني الشهير سنان باشا، حالياً يستخدم كمركز للمعارض، إلى الجنوب منه يوجد ضريح عثمان شاه والذي يعتقد أنه كان ابن عم السلطان سليمان القانوني.
- حي فاروسا (Varousa) : يقع على المنحدر الشرقي لتلة القلعة، يحتوي على العديد من البيوت العثمانية، والكنائس البيزنطية مثل – أغيوس ستيفانوس (Aghios Stephanos) التي كانت كاتدرائية المدينة في القرن الرابع عشر، أغيوس نيكولاوس (Aghios Nikolaos) الكاتدرائية الجديدة للمدينة، أغيي أنارغيري (Aghii Anargyri) التي تعود للقرن السادس عشر، وغيرها من الكنائس.
- الأسكليبيون (Asclepieion): يعود للفترة الكلاسيكية، وتوجد بقاياه بالقرب من كنيسة القديس نقولا (أغيوس نيكولاوس)، كان عبارة عن مجمع علاجي مع معبد.

## متفرقات
- توجد في المدينة أقسام من جامعة ثيساليا، مثل الاقتصاد والرياضة.
- تؤمن المدينة لكل قاطنيها خدمة الإنترنت المجانية لاسلكياً، وبذلك تعتبر من المدن الأوربية القليلة التي تقوم بهذه الخدمة.
- أهم نادي كرة قدم في المدينة هو أي. أو. تريكالا والذي يلعب في دوري الدرجة الثانية اليوناني.
- ولد في تريكالا عام 1915 فاسيليس تسيتسانيس أحد أهم مؤلفي موسيقى الريبيتيكو اليونانية.
- Trikala News in 50 languages